# Twickler Cone
Der Twickler Cone ist ein kegelförmiger und 1950 m hoher Berg im ostantarktischen Viktorialand. In der Asgard Range ragt er aus einem Gebirgskamm zwischen den oberen Abschnitten des Bartley- und des Newall-Gletschers.
Das Advisory Committee on Antarctic Names benannte ihn 1997 nach Mark S. Twickler, der als Mitglied einer Mannschaft der University of New Hampshire zwischen 1988 und 1989 an der Gewinnung von zwei Eisbohrkernen aus dem Newall-Gletscher unweit dieses Berges beteiligt war.